# Vaudéville
Vaudéville je francouzská obec v departementu Vosges, v regionu Grand Est.

## Historie
Původní jméno obce bylo Vandeville.

## Vývoj počtu obyvatel
Počet obyvatel